# Замок Норем
Замок Норем (англ. Norham) — замок, расположенный на севере Англии в графстве Нортумберленд недалеко от южных границ Шотландии.

## История замка

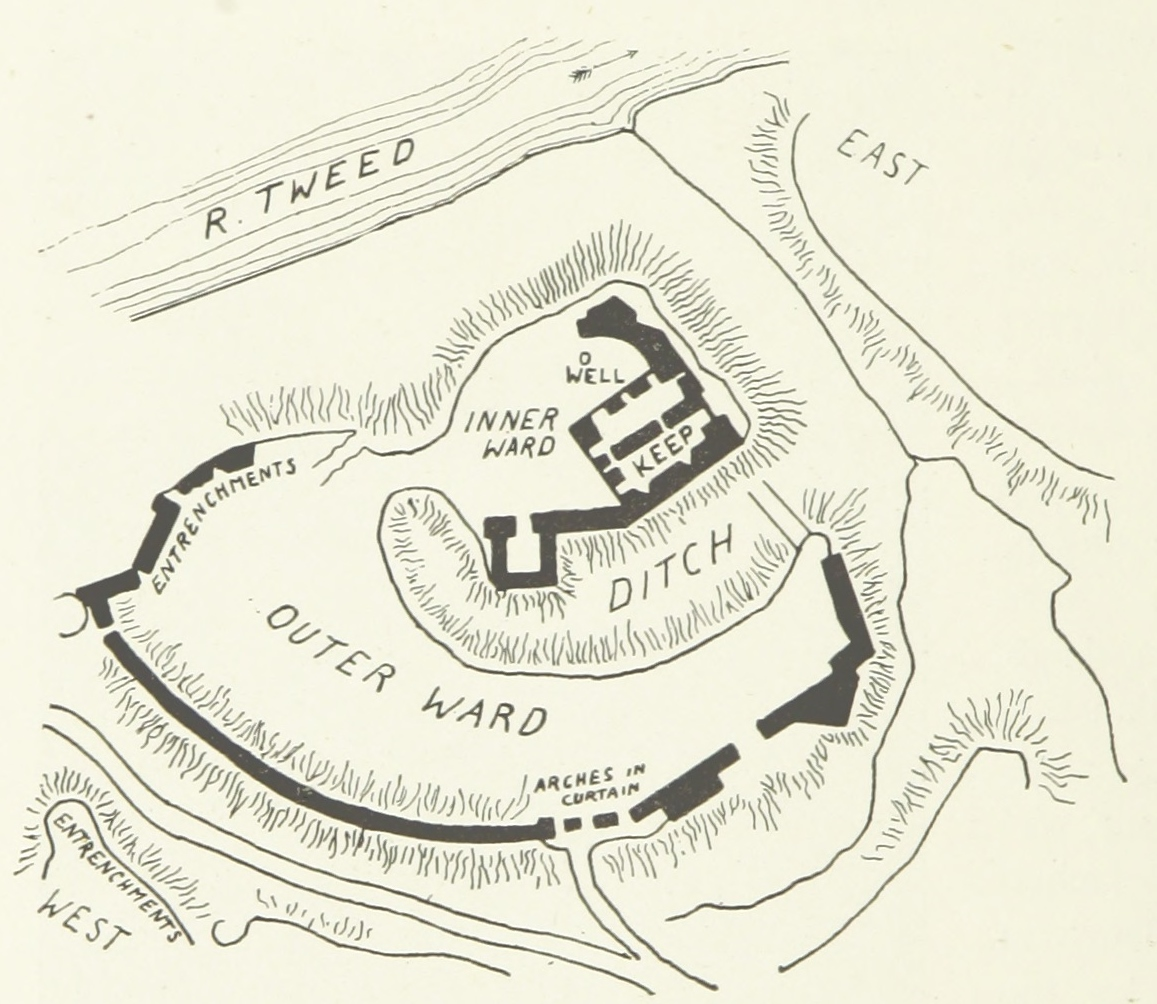
План замка.

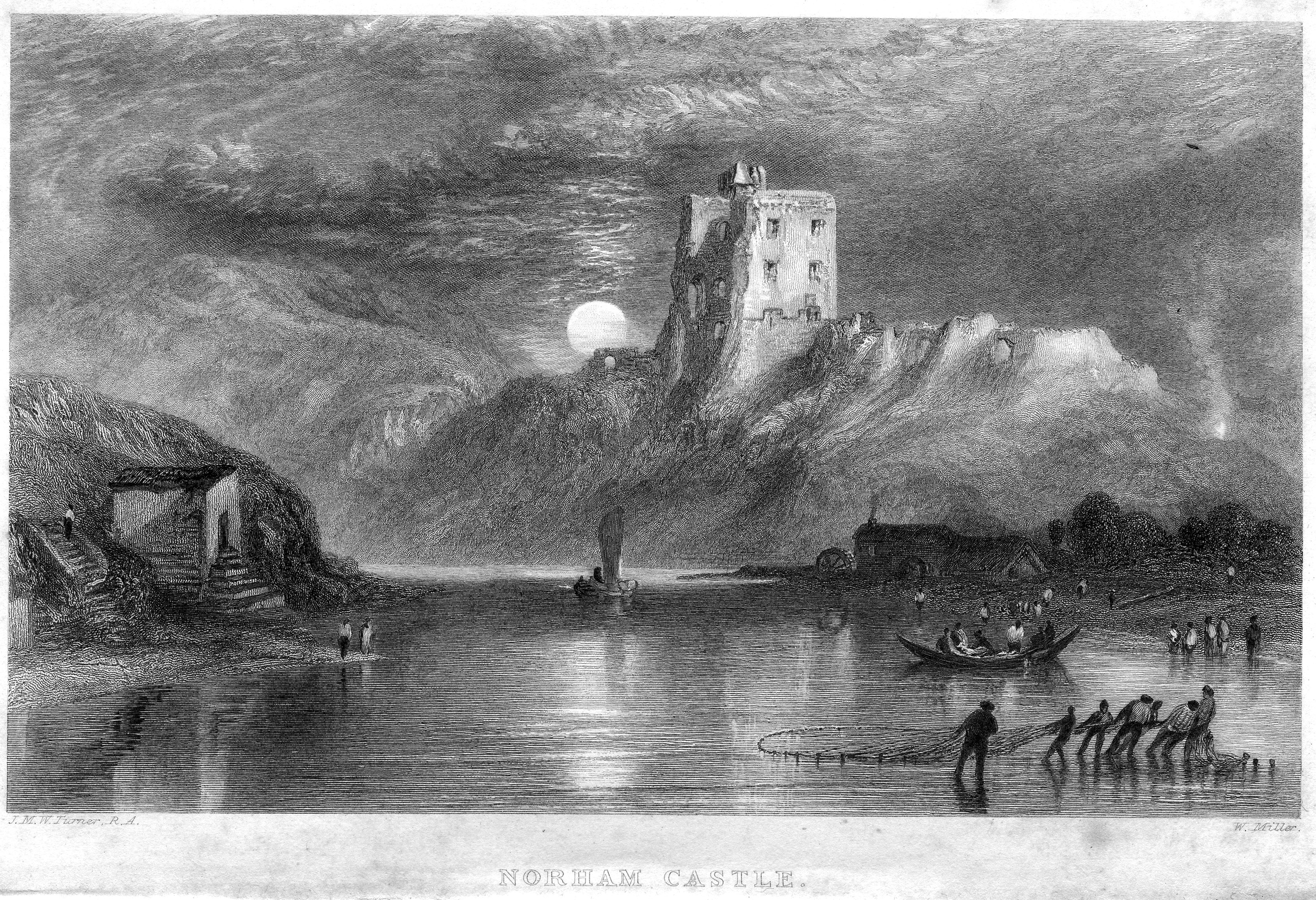
William Miller. Замок Норем. 1836 год.

### Епископы Даремские
Норем был построен в 1121 году Ранульфом Фламбардом, епископом Даремским, который планировал таким образом защитить границы от «разбойников и шотландцев».
Оборонительные способности замка вскоре были проверены на деле — в 1136 году замок захватил шотландский король Давид I. Однако спустя некоторое время епископу Даремскому удалось вернуть замок обратно.
В 1138 году шотландцы вновь взяли замок, основательно повредив большую часть строений. В 1157—1170 годах новый епископ Даремский, Хью де Пуазет, заново отстроил Норхэм, превратив его в грандиозную по размерам крепость. В 1208—1212 годах король Иоанн Безземельный дополнительно укрепил замок, благодаря чему Норем выдержал 40-дневную осаду, которую предпринял шотландский король Александр II.
В 1291 году в замке останавливался Эдуард Длинноногий. Во время войн за независимость шотландцы вторгались на территорию Англии в 1311 и 1312 годах, однако Норхэм они считали неприступным и обходили стороной. В 1318 году Норем осадил Роберт Брюс. Осада длилась почти год, и Брюсу удалось временно захватить лишь небольшой внешний дворик.
Шотландцы опять оказались у стен Норхэма в 1319 году. На этот раз осада длилась семь месяцев и снова ни к чему не привела. Ещё одна безуспешная попытка осады была придпринята в 1322 году. Покорить Норем удалось лишь в 1327 году, однако в следующем году между Англией и Шотландией был заключён Нортгемптонский мирный договор, согласно которому замок должен был снова отойти епископу Даремскому.

### Графы Уорик
В 1464 году замок перешёл в собственность графа Уорика. Уорик значительно укрепил замок, но в 1497 году его осадили шотландцы. Во время осады они использовали знаменитое орудие — пушку Монс Мэг, но, несмотря на сильные разрушения в результате обстрела, Норем выстоял.
Замок едва успели восстановить после этой осады, как в 1513  году у его стен снова оказалась шотландская армия. В результате артиллерийского обстрела замок был сильно повреждён. Но вскоре шотландцы потерпели сокрушительное поражение в битве при Флоддене, в которой пало около пяти тысяч человек, включая короля Якова IV. После сражения епископ Даремский восстановил замок.
В 1559 году епископ Даремский отказался присягнуть на верность королеве Елизавете I, и королевские войска захватили Норем. На протяжении последующих столетий замок постепенно приходил в упадок. Сменив множество владельцев, Норем в 1923 году перешёл под опеку государства.

## Информация для посетителей
Замок открыт с апреля по сентябрь ежедневно с 10.00 до 18.00.